# Cryptocentrus niveatus
Cryptocentrus niveatus és una espècie de peix de la família dels gòbids i de l'ordre dels cipriniformes que es troba al Pacífic occidental central.